# Chapois
Chapois ist eine französische Gemeinde im Département Jura in der Region Bourgogne-Franche-Comté.

## Geographie
Chapois liegt auf 610 m ü. M., etwa elf Kilometer nordnordöstlich der Stadt Champagnole (Luftlinie). Das Haufendorf erstreckt sich im Jura, beidseits des Angillon, am östlichen Rand des Plateaus von Andelot am Fuß der Höhen der Forêt de la Joux.
Die Fläche des 10,07 km² großen Gemeindegebiets umfasst einen Abschnitt des französischen Juras. Der westliche Teil des Gebietes wird von einem Plateau eingenommen, das durchschnittlich auf 620 m ü. M. liegt und überwiegend von Wiesland bestanden ist. Es wird vom Angillon in einer breiten, teils vermoorten Niederung durchflossen und nach Südwesten zum Ain entwässert. Der östliche Teil ist durch deutlich größere Reliefunterschiede geprägt. Das Gemeindeareal erstreckt sich in das eingeschnittene Tal des oberen Angillon hinein, das im Westen von der Höhe der Forêt de la Fresse (bis 750 m ü. M.), im Osten von den Höhen der Forêt de la Joux flankiert wird. Ganz im Osten reicht der Gemeindeboden auf die Hochfläche des zweiten Juraplateaus. Hier wird mit 832 m ü. M. die höchste Erhebung von Chapois erreicht.
Zu Chapois gehört der Weiler Garde Bois (780 m ü. M.) in einer Rodungsinsel der Forêt de la Joux am Rand des Hochplateaus über dem Tal des Angillon. Nachbargemeinden von Chapois sind Supt im Norden, Esserval-Tartre und Plénise im Osten, Onglières, Les Nans und Le Larderet im Süden sowie Vers-en-Montagne und Andelot-en-Montagne im Westen.

## Geschichte
Erstmals urkundlich erwähnt wird Chapois im 11. Jahrhundert. Zusammen mit der Franche-Comté gelangte das Dorf mit dem Frieden von Nimwegen 1678 an Frankreich.

## Sehenswürdigkeiten
Die Dorfkirche von Chapois (Saint-Mayeul) wurde im 19. Jahrhundert errichtet. Ursprünglich aus dem Mittelalter stammt die Kapelle von Garde Bois, die 1676 restauriert wurde. Der im 15. Jahrhundert erbaute und im 17. Jahrhundert veränderte Herrschaftssitz wurde im 19. Jahrhundert durch mehrere Brände zerstört; erhalten sind die Ruinen.

## Bevölkerung
| Einwohner                  | 242 | 210 | 176 | 217 | 207 | 206 | 205 | 222 |
| Quellen: Cassini und INSEE |     |     |     |     |     |     |     |     |

Mit 216 Einwohnern (Stand 1. Januar 2022) gehört Chapois zu den kleinen Gemeinden des Départements Jura. Nachdem die Einwohnerzahl in der ersten Hälfte des 20. Jahrhunderts markant abgenommen hatte (1891 wurden noch 419 Personen gezählt), wurden seit Beginn der 1980er Jahre nur noch geringe Schwankungen verzeichnet.

## Wirtschaft und Infrastruktur
Chapois war bis weit ins 20. Jahrhundert hinein ein vorwiegend durch die Landwirtschaft und die Forstwirtschaft geprägtes Dorf. Daneben gibt es heute einige Betriebe des lokalen Kleingewerbes. Mittlerweile hat sich das Dorf zu einer Wohngemeinde gewandelt. Viele Erwerbstätige sind Wegpendler, die in den größeren Ortschaften der Umgebung ihrer Arbeit nachgehen.
Die Ortschaft liegt abseits der größeren Durchgangsstraßen. Die Hauptzufahrt erfolgt von Andelot-en-Montagne. Weitere Straßenverbindungen bestehen mit Supt, Le Larderet, Les Nans und Onglières.

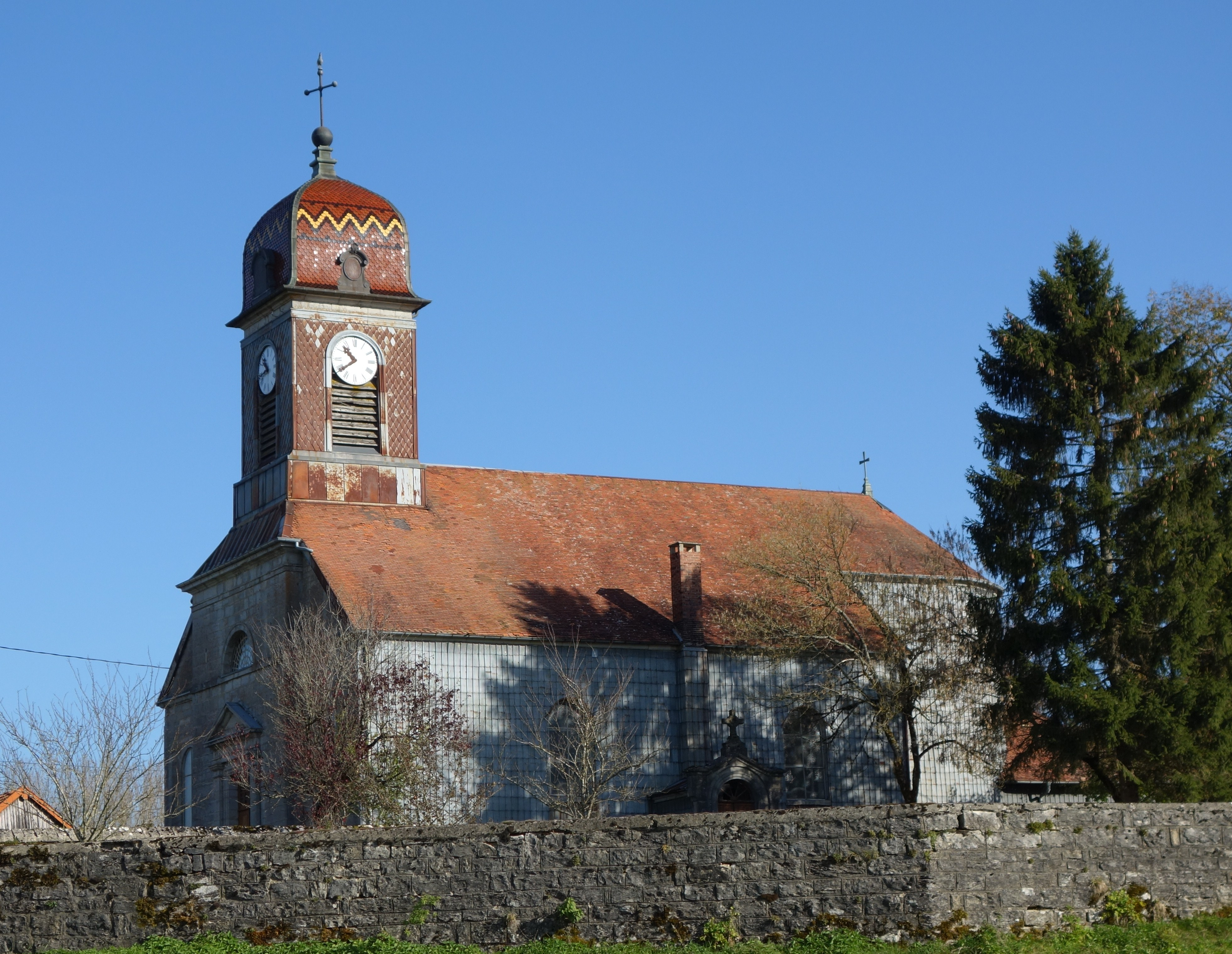
Kirche Saint-Mayeul